# 1970年代能源危機
1970年代能源危機是指20世紀70年代時，西方世界，特別是美國、加拿大、西歐、澳大利亞和紐西蘭，面臨嚴重的石油短缺和石油價格上漲。這一時期最嚴重的兩次危機是1973年石油危機和1979年石油危機，贖罪日戰爭和伊朗伊斯蘭革命分別導致中東石油出口中斷。
隨著美國和世界其他一些地區的石油產量在1960年代末期和1970年代初期達到頂峰 ，1970年代能源危機開始顯現。1979年後世界人均石油產量開始長期下降。石油危機促使人們首次轉而開發節能（特別是節省石化燃料）技術。
西方國家依賴中東和世界其他地區國家的資源。由於油價飆升，1970年代能源危機導致許多國家經濟成長停滯。這一時期經濟增長停滯和通貨膨脹的結合導致了“滯脹”一詞的出現。
在1970年代能源危機期間，所有經濟體的情況並非都是負面的。中東石油資源豐富的國家因石油價格上漲和世界其他地區石油產量減少而受益。挪威、墨西哥和委內瑞拉也受益。